# Chuck Feeney
Charles Francis „Chuck” Feeney (ur. 23 kwietnia 1931 w Elizabeth, zm. 9 października 2023 w San Francisco) – amerykański biznesmen i filantrop irlandzkiego pochodzenia.

## Życiorys
Urodził się 23 kwietnia 1931 r. w Elizabeth. Uczęszczał do liceum St. Mary of the Assumption i studiował na Uniwersytecie Cornella. Po ukończeniu edukacji był operatorem radia w siłach powietrznych USA podczas wojny koreańskiej. Po wojnie z kolegą Robertem Millerem sprzedawał bezcłowo członkom marynarki USA stacjonującym w Azji alkohol, a potem także samochody i tytoń.
W 1960 r. Feeney i Miller założyli grupę Duty Free Shoppers, zaczynając od sklepów w Hongkongu, potem w Europie i innych krajach. Jeszcze na początku tej samej dekady DFS zyskało sobie koncesję na wyłączność na bezcłową sprzedaż na Hawajach. W latach 1980. firma była największą na świecie siecią w swojej branży, a w połowie lat 1990. osiągała zyski ok. 300 mln dol. rocznie.
Jako współzałożyciel sieci sklepów bezcłowych Duty Free Shoppers Group zarobił 8 mld dolarów, które poprzez swoją fundację The Atlantic Philanthropies przez 40 lat (do 1997 r. anonimowo) rozdysponowywał na cele edukacyjne (3,7 mld dol.), prawa człowieka (ponad 870 mln dol.) i medyczne (ok. 700 mln dol.). Feeney w tajemnicy (w tym przed Millerem) przeniósł posiadane udziały w DFS do fundacji.
W 2011 r. Feeney dołączył do inicjatywy The Giving Pledge Billa Gatesa i Warrena Buffetta, zgodnie z którą miliarderzy zobowiązują się do przekazywania większości majątku na cele charytatywne. Ostatnie pieniądze fundacja Feeneya przekazała w 2016 r. i w związku z wydaniem całego majątku 14 września 2020 r. zakończyła działalność.
Feeney był znany ze swojej skromności – mieszkał w wynajętym mieszkaniu, nie miał samochodu, latał klasą ekonomiczną i nosił warty 10 dolarów zegarek Casio.